# Senta pectinata
Senta pectinata là một loài bướm đêm trong họ Noctuidae.